# Сырдарьинский район (Сырдарьинская область)
Сырдарьинский район (узб. Sirdaryo tumani / Сирдарё тумани) — административная единица в Сырдарьинской области Узбекистана. Административный центр — город Сырдарья.
Сырдарьинский район был образован в 1939 году в составе Ташкентской области. 25 июня 1959 года к Сырдарьинскому району был присоединён Верхневолынский район. В 1963 году вошёл в состав Сырдарьинской области.
В 1970 году из части территории Сырдарьинского района был образован Ворошиловский район. А в 1990 году Ворошиловский район переименован в Сайхунабадский район.

## Административно-территориальное деление
По состоянию на 1 января 2011 года, в состав района входят:
- 2 города:

1. Сыpдарья,
2. Бахт.

- 4 городских посёлка:

1. Зиёкор,
2. Куёш,
3. Малик,
4. Дж. Маманов.

- 9 сельских сходов граждан:

1. Малик,
2. Пахтазор,
3. Сырдарья,
4. Турон,
5. Хакикат,
6. Халкабад,
7. Чултукай,
8. Шаликор,
9. имени У. Юсупова.